# SEAT 1500
O SEAT 1500 era um modelo de 6 lugares de sedã e perua, baseado no Fiat 2300 italiano e usando um motor de 1481 cc do Fiat 1500. O 1500 foi o sucessor do SEAT 1400 C; foi fabricado de 1963 a 1973, com a versão perua de cinco portas ("Familiar") chegando em 1965. Além do motor maior, as diferenças entre o 1500 e a versão C de seu antecessor eram limitadas a pequenos detalhes, como um velocímetro que agora marcava até 160 km/h.
Também havia uma 'picape 1500' oferecida, e a encarroçadora ONECA desenvolveu uma versão de longa distância entre eixos.
Um total de 134.766 carros foram produzidos.

## Motor
As opções de motor foram inicialmente restritas a uma unidade de 1481 cc a gasolina e refrigerada a água, acionando as rodas traseiras por meio de uma caixa de câmbio sincronizada de quatro velocidades. Com esse motor, uma velocidade máxima de 145 km/h foi reivindicada. Depois de 1968, a demanda por versões com motor a gasolina do SEAT 1500 caiu com a introdução do SEAT 124, um design mais moderno baseado no Fiat 124 com uma relação peso-potência muito melhor.
A partir de 1969, versões a diesel de 1,8 e 2 litros do SEAT 1500 foram oferecidas, e a maioria seria usada como táxis. Inicialmente, apenas carros com motores a diesel menores foram entregues, usando um motor visto pela última vez no Mercedes-Benz 180D com uma saída reivindicada nesta aplicação de 47 cv. De acordo com um relatório, esta versão levava quase 50 segundos para atingir 100 km/h, mas a economia de combustível era impressionante, ajudada pelo menor nível de imposto sobre vendas de óleo diesel. Esses foram os primeiros sedãs movidos a diesel fabricados na Espanha. A Fiat não estava produzindo motores a diesel nessa fase. Os motores eram fornecidos pela Mercedes-Benz e pela Perkins Engines. Os motores a diesel fornecidos à SEAT pela Mercedes-Benz eram versões dos motores a diesel de quatro cilindros que moviam os carros com motor a diesel da Mercedes em muitos cantos da Europa na década de 1960.

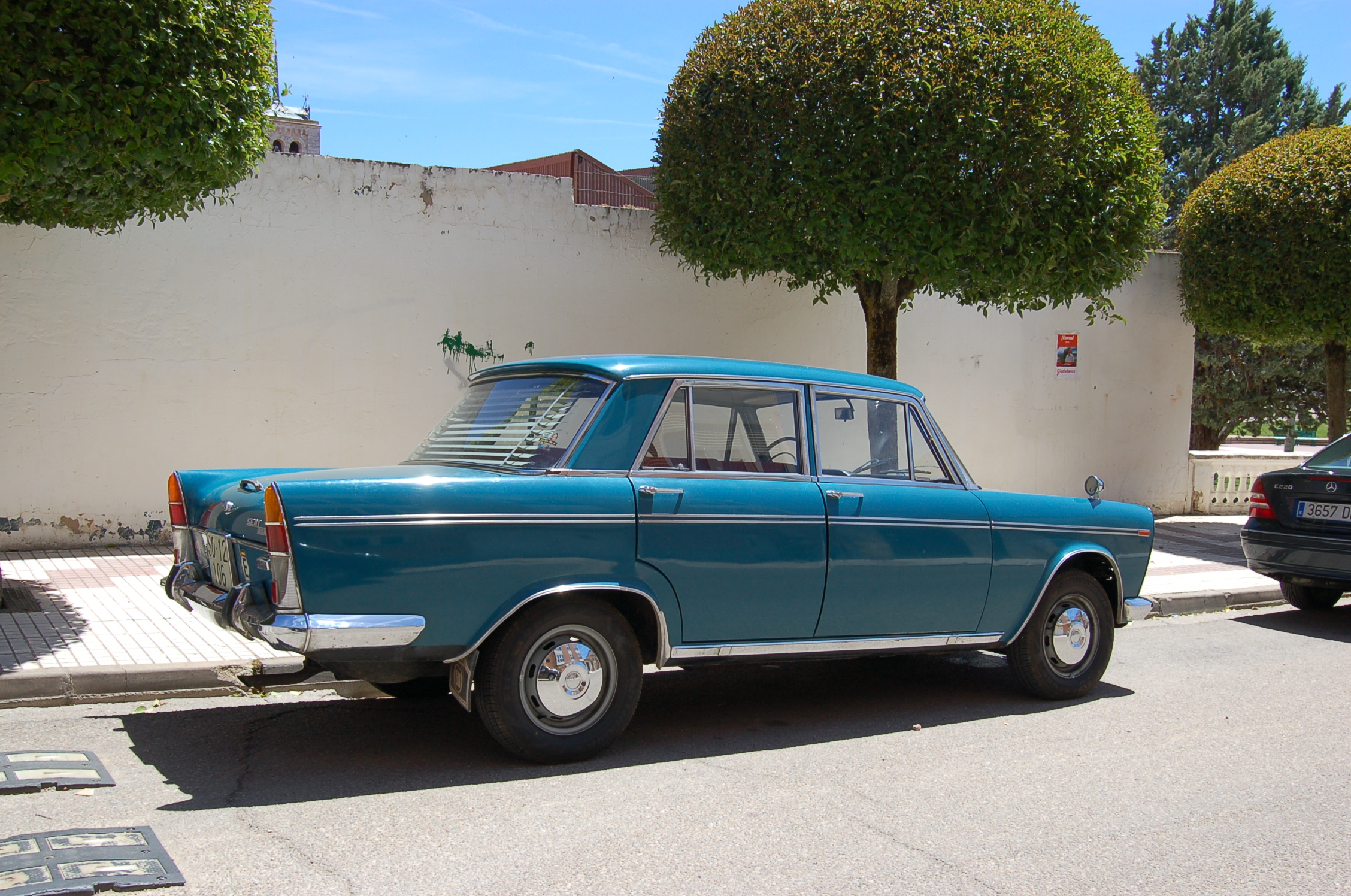
SEAT 1500 (vista traseira)

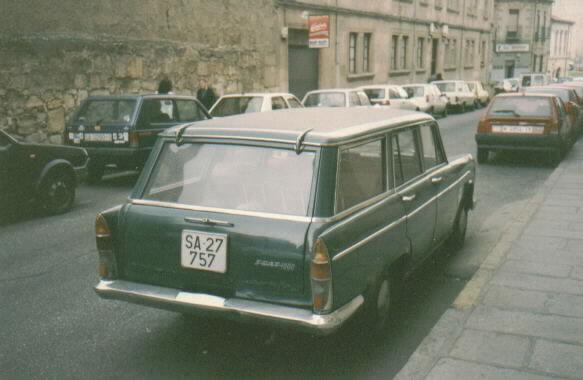
SEAT 1500 Familiar

## Carroceria
A carroceria baseada na Fiat usava o design quadrado estilo Pininfarina que desde 1959 era destaque na versão 'C' do SEAT 1400: era amplamente similar aos designs fornecidos pelo mesmo designer para o Peugeot 404 e o Austin A55 Mark II na época. O carro originalmente tinha um único par de faróis na frente, mas a partir de 1969, faróis duplos similares aos instalados no Fiat 2300 eram uma característica dos SEAT 1500. Os modelos de faróis duplos pós-1969 adquiriram o apelido 'Bifaro' na Espanha.